# 起坞乡
起坞乡，是中华人民共和国四川省甘孜藏族自治州石渠县下辖的一个乡镇级行政单位。

## 行政区划
起坞乡下辖以下地区：
格拖村、扎干村、起坞村、甲冲村、觉悟村和重地松村。